# Hardhof (Röckingen)

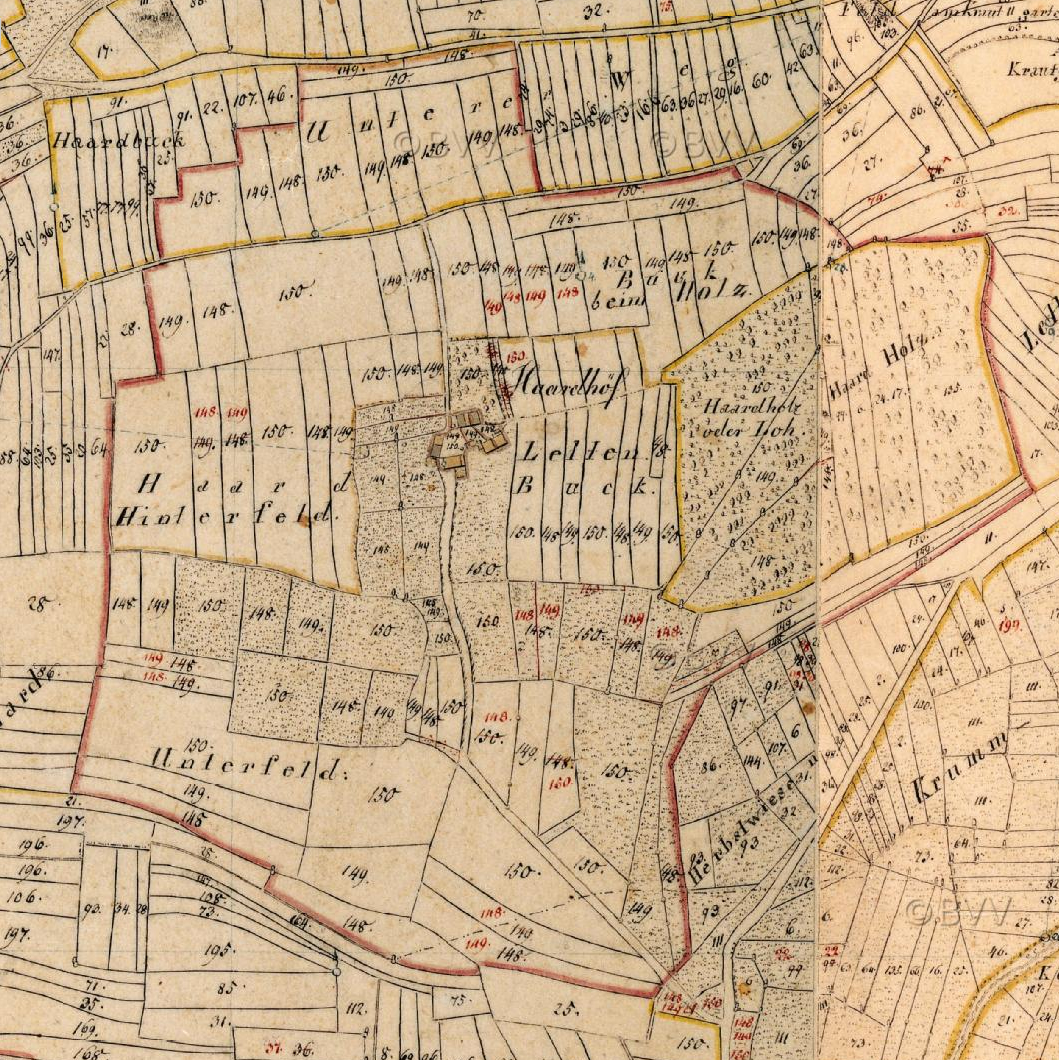
Das Anwesen Hardhof

Hardhof war ein Ortsteil der Gemeinde Röckingen im Landkreis Ansbach (Mittelfranken, Bayern). Hardhof lag in der Gemarkung Röckingen.

## Geografie
Der Weiler befand sich auf einer Höhe von 434 m ü. NHN und war unmittelbar von Weideflächen umgeben, an die sich Ackerflächen anschlossen. Im Osten wurde die Flur Haard Hinterfeld genannt, im Süden Unterfeld, im Osten Lellenbuck und im Norden Buck am Holz. Das Haardholz (auch Loh genannt) lag 200 Meter östlich vom Hardhof. Bis heute sind die Flurbezeichnungen Holzbuck und Lohe erhalten geblieben. Von dem Ort selbst gibt es keinerlei Überreste mehr.

## Geschichte
Hardhof wurde im Würzburger Lehenbuch von 1303 erstmals urkundlich erwähnt. Konrad von Nordenberg war zu dieser Zeit mit dem Zehnten belehnt. Von 1399 bis 1666 waren Freiherren von Seckendorff in Besitz des Hofes. Mit dem Tod von Martin und Wolf Christopher von Seckendorff fiel der Hof an das Hochstift Würzburg heim. Am 25. Dezember 1666 verkaufte dieses den Hardhof als Freieigen an das Würzburger Juliusspital. Am 20. Februar 1739 wurde der Hof an das Ansbacher Verwalteramt Röckingen verkauft.
Hardhof lag im Fraischbezirk des ansbachischen Oberamtes Wassertrüdingen. Gegen Ende des 18. Jahrhunderts gab es drei Anwesen (1 Halbhof, 2 Viertelhöfe). Die Grundherrschaft hatte das Verwalteramt Röckingen. Von 1797 bis 1808 unterstand der Ort dem Justiz- und Kammeramt Wassertrüdingen.
Infolge des Gemeindeedikts wurde Hardhof dem 1809 gebildeten Steuerdistrikt und der Ruralgemeinde Röckingen zugewiesen. Die drei Anwesen erhielten die Hausnummern 148 bis 150 des Ortes Röckingen.
Nach 1867 wird Hardhof nicht mehr als Ortsteil geführt. Wahrscheinlich ist er schon zu dieser Zeit zur Wüstung geworden.

## Einwohnerentwicklung
| Jahr      | 001818 | 001836 | 001840 | 001852 | 001861 |
| Einwohner | 13     | 13     | 18     | 11     | *      |
| Häuser    | 3      | 3      | 3      | 3      |        |
| Quelle    | [ 10 ] | [ 11 ] | [ 12 ] | [ 13 ] | [ 14 ] |

## Religion
Der Ort war seit der Reformation evangelisch-lutherisch geprägt und nach St. Laurentius (Röckingen) gepfarrt.